# 스탠퍼드 기념 교회

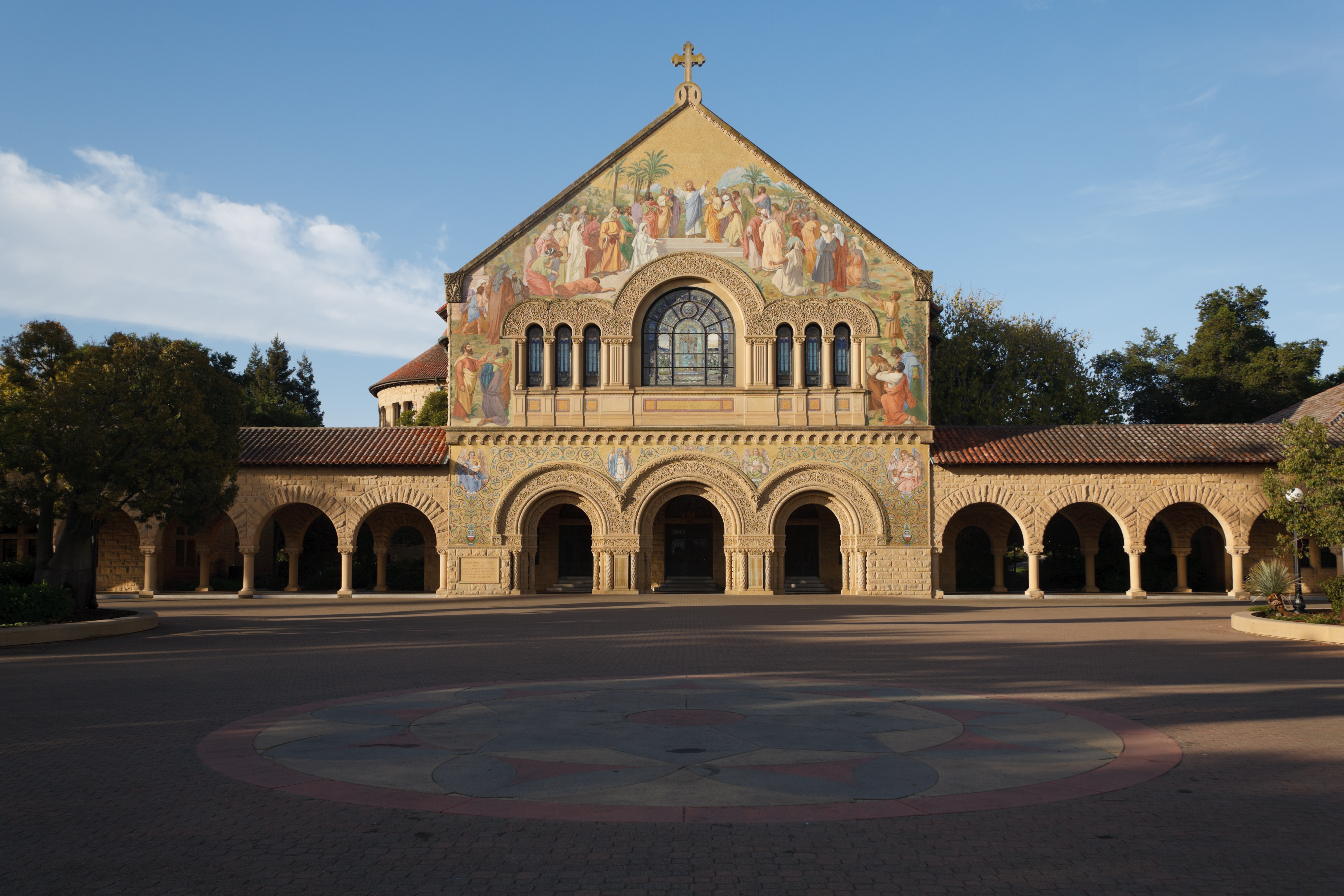
스탠퍼드 기념 교회

스탠퍼드 기념 교회(영어: Stanford Memorial Church, 비공식이름: MemChu)는 미국 캘리포니아주 스탠퍼드에 있는 스탠퍼드 대학교 캠퍼스 중앙의 메인 쿼드(Main Quad)에 위치해 있다. 미국 르네상스 시대에 제인 스탠퍼드가 남편 릴런드 스탠퍼드를 기리기 위해 건축했다. 헨리 홉슨 리처드슨의 제자였던 건축가 찰스 A. 쿨리지가 설계한 이 교회는 "대학 건축의 정수"로 불린다.
교회 설계는 1898년 제인 스탠퍼드와 대학교 이사회에 제출되었고, 1903년에 헌당되었다. 건물은 로마네스크 양식과 비잔틴 양식의 세부 양식으로, 특히 라벤나를 비롯한 베네치아 지역의 교회에서 영감을 받았다. 스테인드글라스 창문과 방대한 모자이크는 스탠퍼드 부부가 유럽에서 감상했던 종교화를 기반으로 한다. 교회에는 5대의 파이프 오르간이 있어 연주자들이 다양한 스타일의 오르간 음악을 연주할 수 있다. 스탠퍼드 기념 교회는 1906년과 1989년, 두 차례의 대지진을 견뎌냈으며, 각 지진 발생 후 대대적인 보수 공사를 거쳤다.
스탠퍼드 기념 교회는 미국 서부 해안에서 가장 오래되고 "가장 눈에 띄는" 초교파 교회 중 하나였다. 1903년 헌당 이후, 이 교회의 목표는 비종파적인 방식으로 대학의 영적 필요를 충족시키는 것이었다. 교회의 초대 목사였던 데이비드 찰스 가드너는 스탠퍼드 대학교가 종교와 영적, 윤리적, 학문적 관계를 발전시키는 데 이바지한 리더십 전통을 시작했다. 교회 목사들은 스탠퍼드 대학교 종교학과 설립에 중요한 역할을 했다. 19세기 중반 "세속적인 대학"이었던 스탠퍼드를 1960년대 후반 "스탠퍼드 신앙과 학문의 르네상스"로 이끌었던 것이다. 당시 스탠퍼드 대학교의 종교 연구는 인종과 베트남 전쟁과 같은 사회적, 윤리적 문제에 초점을 맞추었다.

## 사진

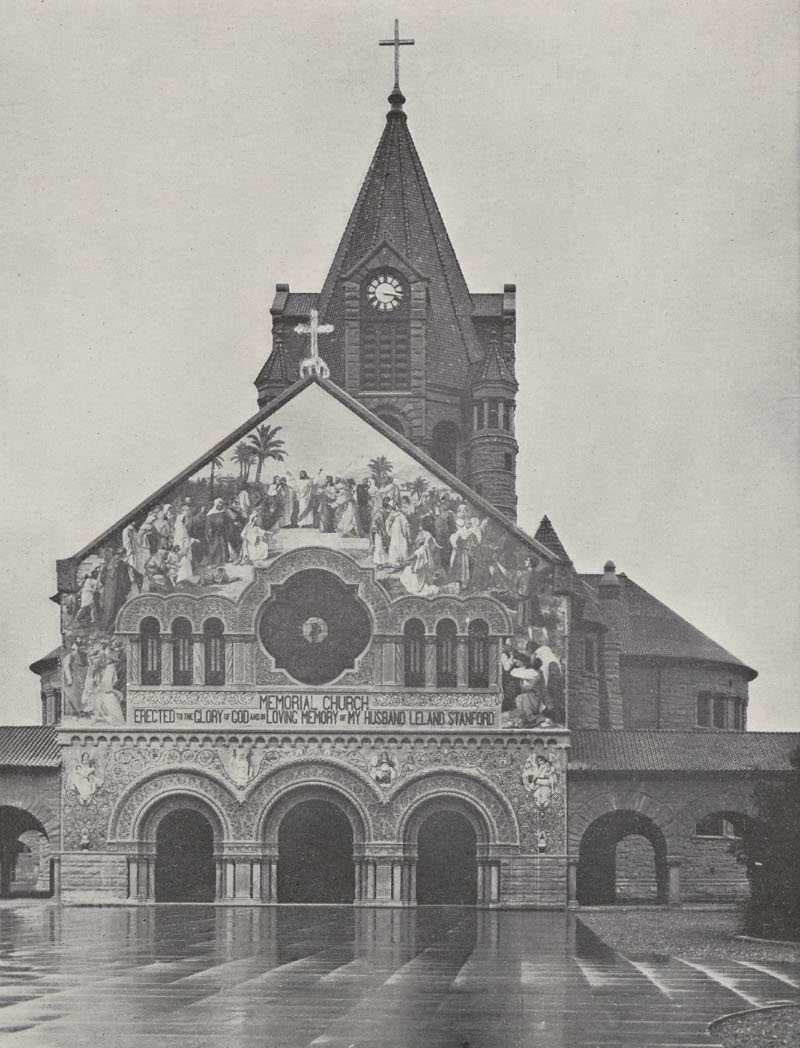
1906년 샌프란시스코 지진 이전의 원래 교회 건물 모습
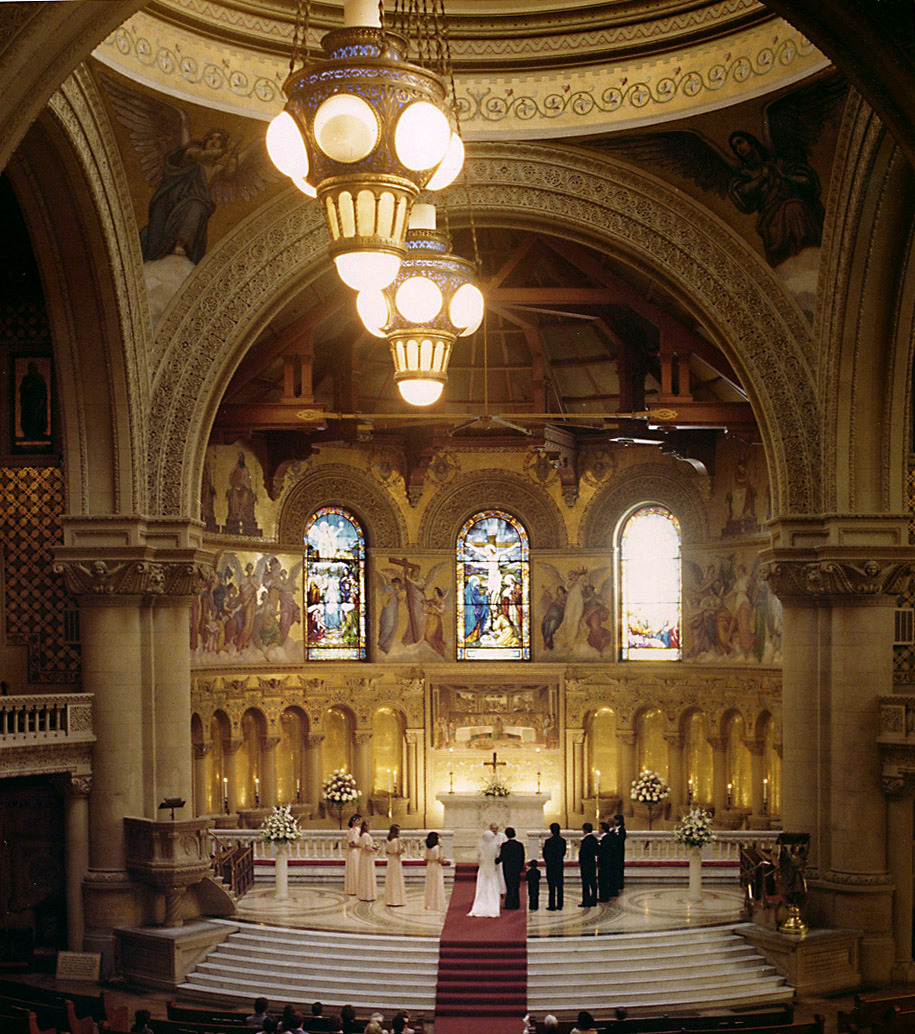
예배당 내부에서 결혼식 하는 모습
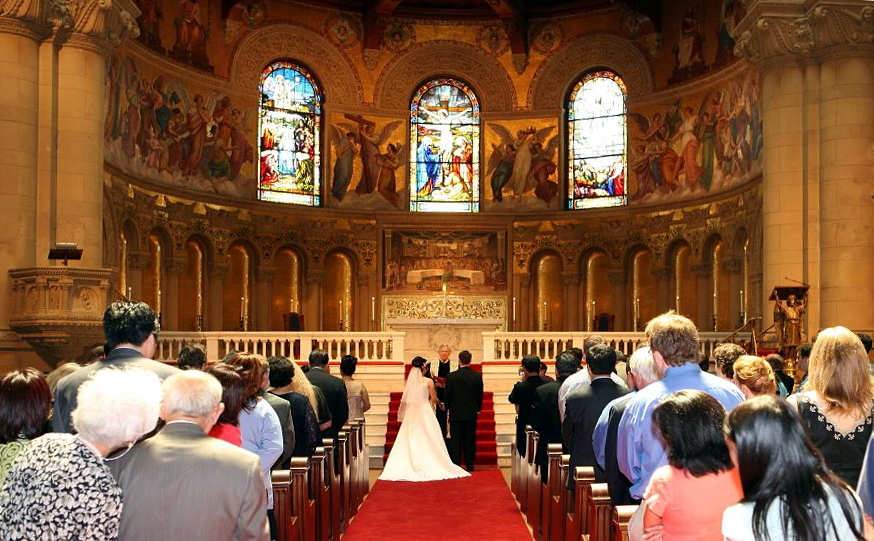
1995년 기준으로 스탠퍼드 기념 교회에는 7,000건 이상의 결혼식이 있었다.
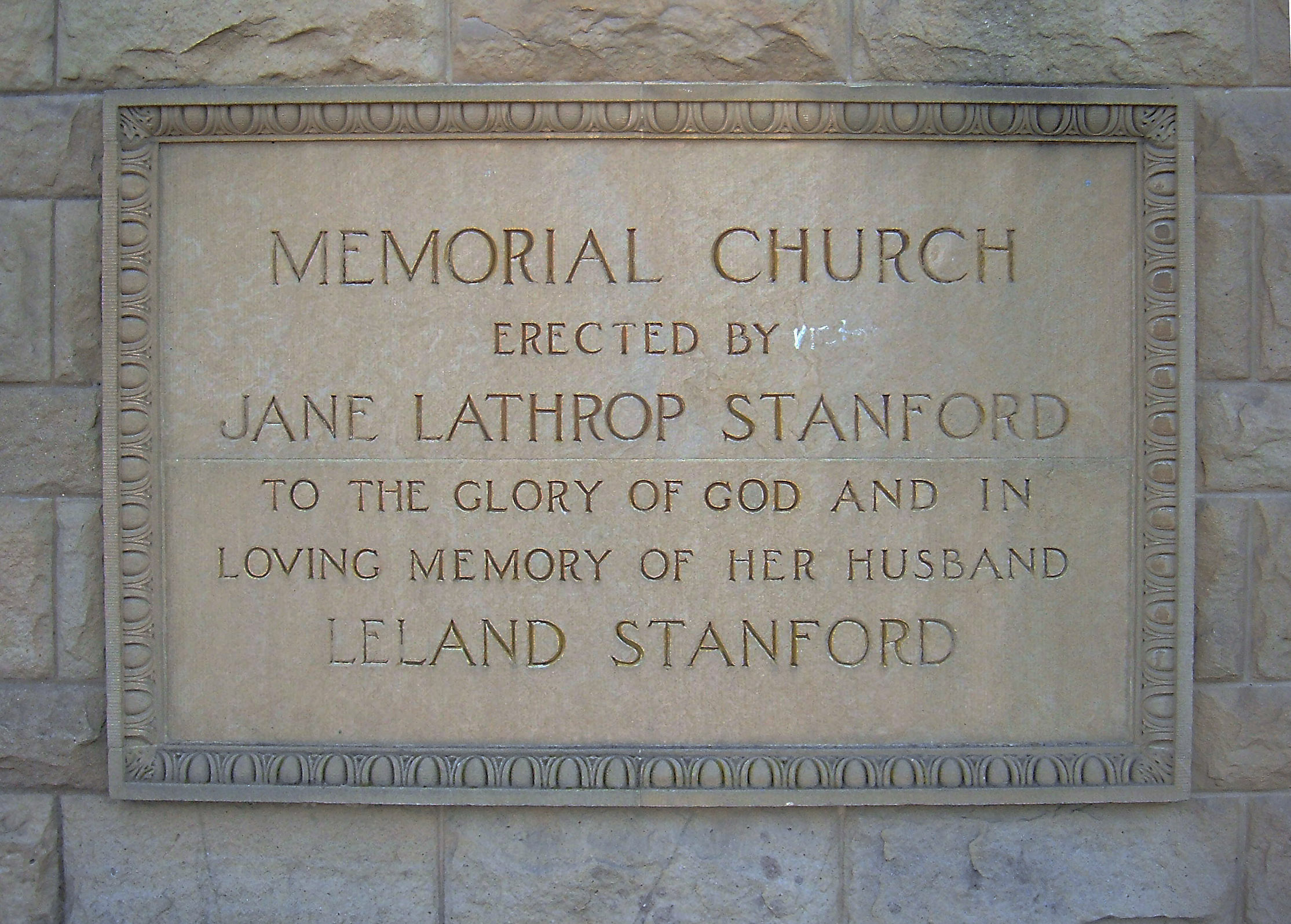
1906년 지진 이후 설치된 교회 건물 명판
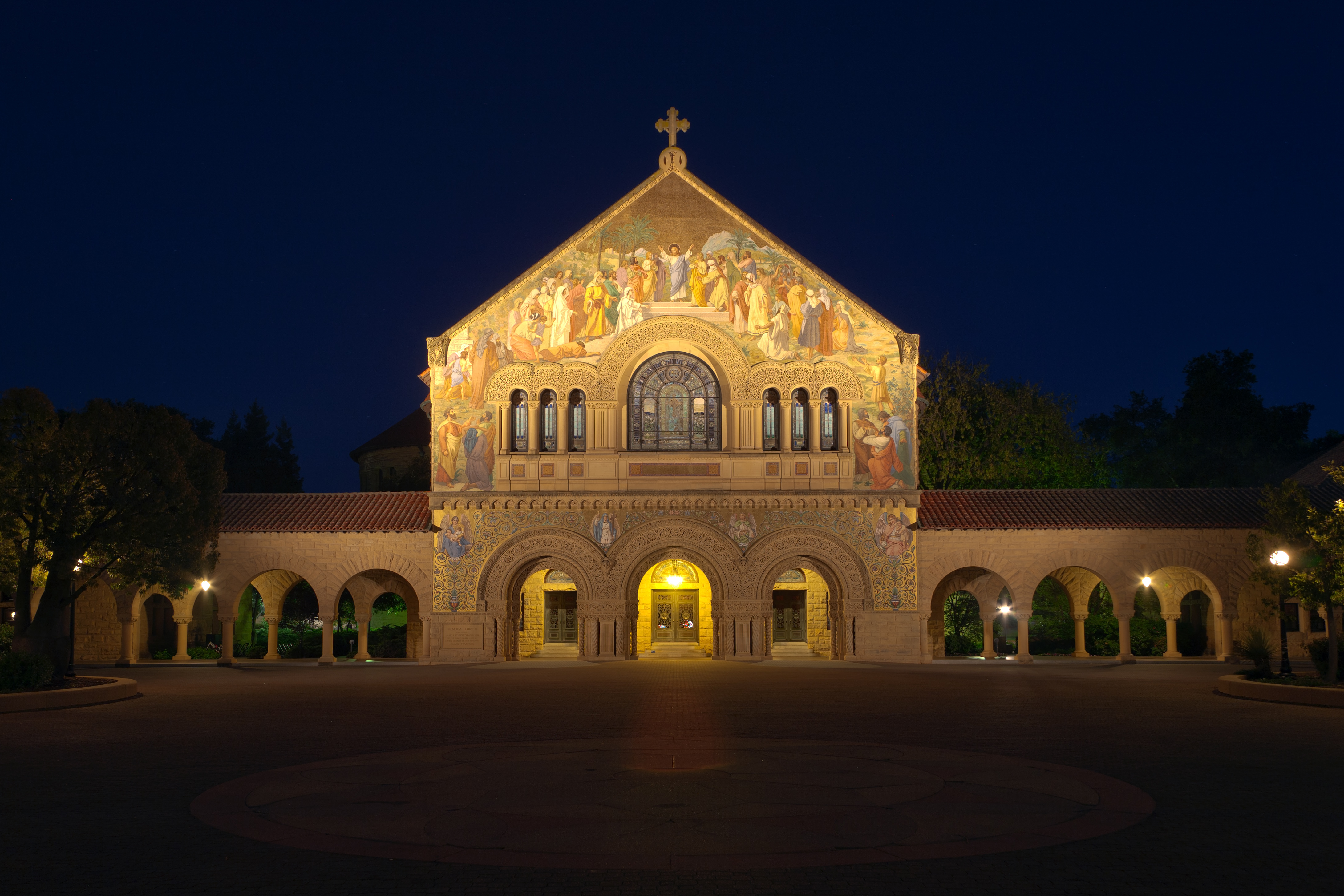
오후 저녁 시간때 교회 건물